# Reacción de Pictet-Spengler
La reacción de Pictet–Spengler es una reacción de cierre de un anillo piperidínico fusionado a un sistema aromático a partir de una β-ariletilamina, la cual experimenta el cierre de anillo después de que condensa con un aldehído o cetona. Normalmente procede con catálisis ácida y se calienta a reflujo la mezcla de reacción , aunque algunos compuestos reactivos dan buenos rendimientos incluso bajo condiciones fisiológicas. La reacción de Pictect-Spengler consiste en dos reacciones consecutivas: una reacción de Schiff entre el compuesto carbonílico y la amina, y una reacción de Mannich, combinada con una sustitución electrofílica aromática. El arilo típico del sustrato es el indol. El producto de la reacción de Pictect-Spengler de la triptamina es una 1-alquil-β-carbolina.
La reacción fue descubierta en 1911 por Amé Pictet y Theodor Spengler. Es considerada una reacción de gran relevancia en los campos de la farmacognosia de alcaloides y síntesis farmacéutica. Los productos de la síntesis de Pictet–Spengler entre el triptófano y las aldosas se han identificado en productos alimenticios como la salsa de soja y la salsa catsup.
Los anillos aromáticos nucleofílicos como el indol o el pirrol dan productos con buenos rendimientos a condiciones suaves, mientras que los anillos menos nucleofílicos aromáticos como los derivados del benceno no activados o desactivados dan rendimientos bajos a pesar de las temperaturas altas y la presencia de ácidos fuertes. La reacción de Pictet–Spengler original  consistió en la reacción  de la β-fenetilamina con el dimetilacetal del formaldehído y  ácido clorhídrico como catalizador; el producto fue la 1,2,3,4-tetrahidroisoquinolina.
Al igual que en la reacción de Mannich, los aldehídos dan mejores rendimientos que las cetonas.[cita requerida]
La síntesis de Pictet–Spengler ha sido aplicada en el campo de la química combinatoria de fase sólida con gran éxito.

## Mecanismo de reacción
El mecanismo de reacción ocurre en las siguientes etapas:
a) formación inicial de un catión iminio (2) de acuerdo al mencanismo de la formación de bases de Schiff
b) la adición electrofílica en la posición 3, de acuerdo con el esperado con el comportamiento nucleofílico de los indoles, para dar el espirociclo 3. 
c) Transposición del mejor grupo migrante, en el que se forma la β-carbolina (4) con un carbocatión en el sitio de la fusión arilo-piperidina.
d) Desprotonación con formación de una insaturación en el que se recupera la aromaticidad del arilo (5).

## Variaciones
La reacción análoga con un aril-β-etanol es denominada como variación oxa-Pictet–Spengler

### Síntesis de tetrahidroisoquinolinas de Pictet–Spengler
Reemplazando un indol con un anillo bencénico activado, como el 3,4-dimetoxifenilo, se pueden sintetizar tetrahidroisoquinolinas. Las condiciones de reacción son generalmente más duras que las del sustrato indólico, y requiere condiciones de reflujo con ácidos fuertes como clorhídrico o trifluoroacético.

### Reacción de Pictet–Spengler tipo ion N-aciliminio
En esta variante se acila la imina intermediaria en lugar de catalizar la reacción con un ácido fuerte. Se forma un catión iminio intermediario. Este ion un potente electrófilo y así, los anillos bencenoides más aromáticos y menos activados  ciclizan bajo condiciones suaves con rendimientos aceptables.

### Síntesis Pictet–Spengler asimétrica
Cuándo  la reacción Pictet–Spengler se lleva a cabo con un aldehído distinto al formaldehído, se forma un centro quiral en la posición 2 del sistema piperidínico. Se han desarrollado distintos auxiliares quirales para esta reacción.
La reacción con triptófano enantioméricamente puro o sus ésteres de cadena corta produce 1,2,3,4-tetrahidro-β-carbolinas en los que el nuevo centro quiral en C-1 ambas configuraciones relativas cis o trans con respecto al sustituyente carboxilo en C-3.
El isómero cis es controlada cinéticamente ya que procede a temperaturas más bajas. A temperaturas más altas la reacción se vuelve reversible y normalmente favorece la racemización. En los triptófanos Nb-bencilados, el isómero 1,3-trans fue el que presentó mayor exceso enantiomérico entre los productos. El sustituyente bencilo se elimina por hidrogenólisis.

## Reacciones de Pictet–Spengler enzimáticas
La estrictosidina sintasa (EC 4.3.3.2) es una enzima que cataliza una reacción de Pictet-Spengler entre el aldehído de la secologanina y la triptamina, para formar la 3-α(S)-estrictosidina, el precursor de los alcaloides indoloiridoides. Fue aislada de Catharanthus roseus.
La (S)-norcoclaurina sintasa (EC 4.2.1.78) es una enzima que cataliza una reacción de Pictet-Spengler entre un aldehído y una catecolamina. Los dos casos bien documentados en los que participa esta enzima es la biosíntesis de la (S)-norlaudanosina a partir de protocatecaldehído y dopamina; el otro caso es la biosíntesis de (S)-norcoclaurina a partir de 4-hidroxifenilacetaldehído y dopamina, de acuerdo al siguiente esquema:
La (S)-norlaudanosina  y la (S)-norcoclaurina son precursores de los alcaloides isoquinolínicos y tetrahidroisoquinolínicos (THIQ), los cuales comprenden una diversa gama de compuestos ampliamente distribuidos principalmente en el reino vegetal.  
La desacetilisoipecósido sintasa (EC 4.3.3.4) cataliza la reacción de Pictet-Spengler entre la dopamina y el aldehído de la secologanina, un secoiridoide. Se aisló de las hojas de Alangium lamarckii. Existe una enzima homónima con código EC 4.3.3.3 la cual sólo difiere en la estereoespecificidad. El desacetilisoipecósido es precursor de los alcaloides de la ipecacuana.
Se han formulado hipótesis biogenéticas basadas en la actividad de estas enzimas para justificar la formación de otras THIQ y β-carbolinas con otros sustituyentes en C-1.